# Mario Osterland
Mario Osterland (* 1986 in Mühlhausen/Thüringen) ist ein deutscher Schriftsteller und Literaturvermittler.

## Leben
Osterland studierte Germanistik, Kunstgeschichte und Komparatistik an der Universität Leipzig. Er lebt in Erfurt. Von 2016 bis 2019 veranstaltete er gemeinsam mit Peter Neumann die unabhängige Lesereihe In guter Nachbarschaft, die in diesen Jahren abwechselnd in Jena, Weimar und Erfurt stattfand. Ebenfalls 2016 gründete er gemeinsam mit Ralf Schönfelder den monatlichen Literaturpodcast Blaubart & Ginster. 2020 begründete er in Erfurt die Veranstaltungsreihe Frage für einen Freund, bei der er regelmäßig Schriftstellerinnen und Schriftsteller zu einem Werkstattgespräch einlädt.
Mario Osterland war Preisträger beim Jungen Literaturforum Hessen-Thüringen 2005 und 2006. 2017 war er Finalist beim Literarischen März in Darmstadt.

## Werk

### Bücher
- final image. Ein Album (mit Illustrationen von Alexander Neugebauer) (parasitenpresse, Köln 2020) ISBN 978-3-947676-57-6
- heimische Arten. Gedichte (parasitenpresse, Köln 2017) ISBN 978-3-947676-11-8
- In Paris. Prosagedichte (parasitenpresse, Köln 2014)

### Film
- umkreisen (alternativer Titel: revolve) (Regie: Geeske Janßen, 2022)
- Dünenmeer (alternative Titel: Sea of Dunes und بحرالرِمَال) (Regie: Nissmah Roshdy, 2019)

### Ausstellungen
- Ror Wolf, Tranchirer. Ausgewählte Collagen aus der Wirklichkeitsfabrik (kuratiert, Villa Rosenthal, Jena, 2022)[5]
- YEA. Young Erfurt Artists #12 (Gruppenausstellung, Kunsthaus Erfurt, 2021)[6]
- THÜRINGEN – Die ganze Wahrheit (Gruppenausstellung im Rahmen des Kunstfest Weimar, ACC Galerie, Weimar, 2021)[7]
- final image. Die letzten Bilder großer Persönlichkeiten. Zeichnungen und Texte von Alexander Neugebauer und Mario Osterland. (Villa Rosenthal, Jena, 2020)[8]

### Beiträge in Zeitschriften (Auswahl)
- Die Hähne auf Hydra. Journal eines Jahres (Auszug) in Metamorphosen (Nr. 21, 2018)
- Geäst & Gebein. (m)ein Krankentraum in Literaturbote (Nr. 131/132, = Die Mayröcker-Variationen, 2018)
- Doomed from the start – Nine Inch Nails' Konzeptalbum "Year Zero" als apokalyptische Erzählung (Essay) in Kritische Ausgabe (Nr. 26, 2014)

### Beiträge in Anthologien (Auswahl)
- Christoph Buchwald und Dagmara Kraus (Hrsg.) – Jahrbuch der Lyrik 2020. (Schöffling, Frankfurt am Main 2020) ISBN 978-3-89561-683-9
- Christoph Buchwald und Nora Gomringer (Hrsg.) – Jahrbuch der Lyrik 2015. (DVA, München 2015) ISBN 978-3-421-04612-3
- Anja Bayer und Daniela Seel (Hrsg.) – all dies hier, Majestät, ist deins. Lyrik im Anthropozän (kookbooks, Berlin 2016) ISBN 978-3-937445-80-9